# Pont de la O
El Pont de la O és una obra d'Òdena (Anoia) inclosa a l'Inventari del Patrimoni Arquitectònic de Catalunya.

## Descripció
Pont en corba que està formant per tres arcs en talús i separats entre sí. L'arc central és de més llum que els laterals i en la part externa dels tres arcs s'ha utilitzat pedra de mida regular a manera de dovelles. Sobre de l'arc central hi ha una placa on figura: "Propiedad de Can Roca". En el camí, a sobre el pont, hi ha encastat a una banda una forma de mitja circumferència, feta d'obra, i és per això que s'ha anomenat "pont de la O".

## Història
Construït per la família de Can Roca de la Pedrissa. Aquest pont ajudà a millorar les comunicacions entre Can Roca i Can Sabater, dues masies situades a extrems del terme d'Odena.